# Jozua Schravesande
Jozua Schravesande (Rotterdam, 25 september 1844 – aldaar, 31 augustus 1911) was een Nederlands organist en componist.
Hij was zoon van Johannes Schravesande en Elisabeth Maria Kastelijn. Hijzelf bleef ongehuwd. Hij werd begraven op de Algemene Begraafplaats te Rotterdam.
Hij kreeg een brede muzikale opleiding. Allereerst was er een opleiding tot orgelbouwer; op zijn zeventiende koos hij voor het actieve vak van musicus. Hij kreeg les op orgel, piano en in compositieleer van Johannes Barend Litzau. Carl Schneider bracht hem zangkunst bij; Ferdinand Blumentritt instrumentatie. Het leidde ertoe dat hij in 1865 organist kon worden van de Waalse Kerk in Delft; in 1873 van de Prinsekerk in Rotterdam en in 1877 van de Westerkerk in Rotterdam. Later volgde in 1894 nog de Noorderkerk. Deze banen combineerde hij met het dirigentschap van diverse kerk- en seculiere koren in Rotterdam. De laatste jaren kwamen zijn activiteiten haast stil te liggen, bij een ongeval verloor hij een been.
Anna Lambrechts-Vos was een leerlinge van hem en Joh.H. Sikemeier.
Ook roerde hij zich op bescheiden schaal op compositorisch gebied. Van zijn hand kwam een Kerstzang (drie vrouwenstemmen met orgel), Drie pianostukken, twee andantes voor orgel.en een Andante quasi allegretto voor carillon. Het Hervormingslied was enige tijd populair in de Rotterdamse kerken. Zijn Elegie voor viool/cello en piano, orgel of orkest opus 5 (opgedragen aan Oscar Eberle) wordt ook in de 21e eeuw af en toe uitgevoerd. 
- International Standard Name Identifier: 0000 0003 8831 0849
- Nederlandse Thesaurus van Auteursnamen: 242038352
- Virtual International Authority File: 281502772
- WorldCat: E39PCjvfpHTRPqjrPfRYgmBbgq